# Gilera Dakota
La Gilera Dakota è una motocicletta realizzata della casa motociclistica italiana Gilera e commercializzata tra il 1986 e il 1989.

## Storia
Durante gli anni ottanta, la Gilera progettò un nuovo motore monocilindrico a 4 tempi raffreddato ad acqua, che venne denominato Gilera Bi4 e debuttò al Salone di Milano del 1985 proprio sulla Dakota.
Questo motore era caratterizzato dalla distribuzione bialbero a 4 valvole per cilindro comandati attraverso una chinghia dentata. Disponibile inizialmente nel 1986 nella cilindrata di 350 cc, l'anno successivo esordì nella cilindrata maggiorata a 500 cm³.
Il telaio era a trave aperta in acciaio e accoppiato ad un forcellone in lamiera stampata, a sospensioni Marzocchi e cerchi a raggi.